# دانته گابریل روزتی
دانته گابریل روزِتی (انگلیسی: Dante Gabriel Rossetti؛ زاده ۱۲ مهٔ ۱۸۲۸ درگذشته ۹ آوریل ۱۸۸۲) نقاش و شاعر اهل بریتانیا بود. 
او در سال ۱۸۴۸ به همراه ویلیام هولمن هانت و جان اِورت میلِی انجمن برادری پیشارافائلی را برای واکنش علیه رویال آکادمی بنیان نهاد.

## نگارخانه

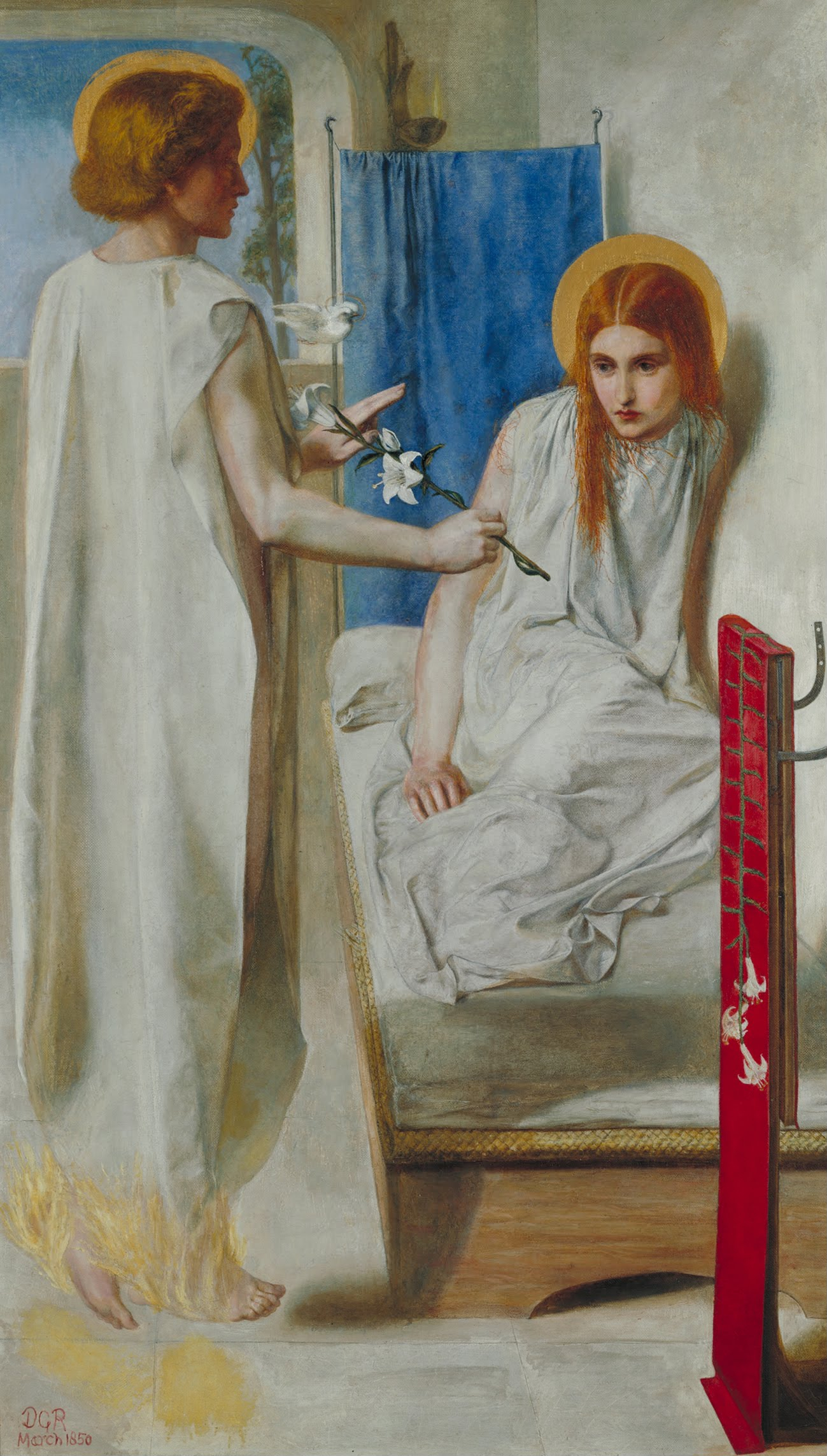
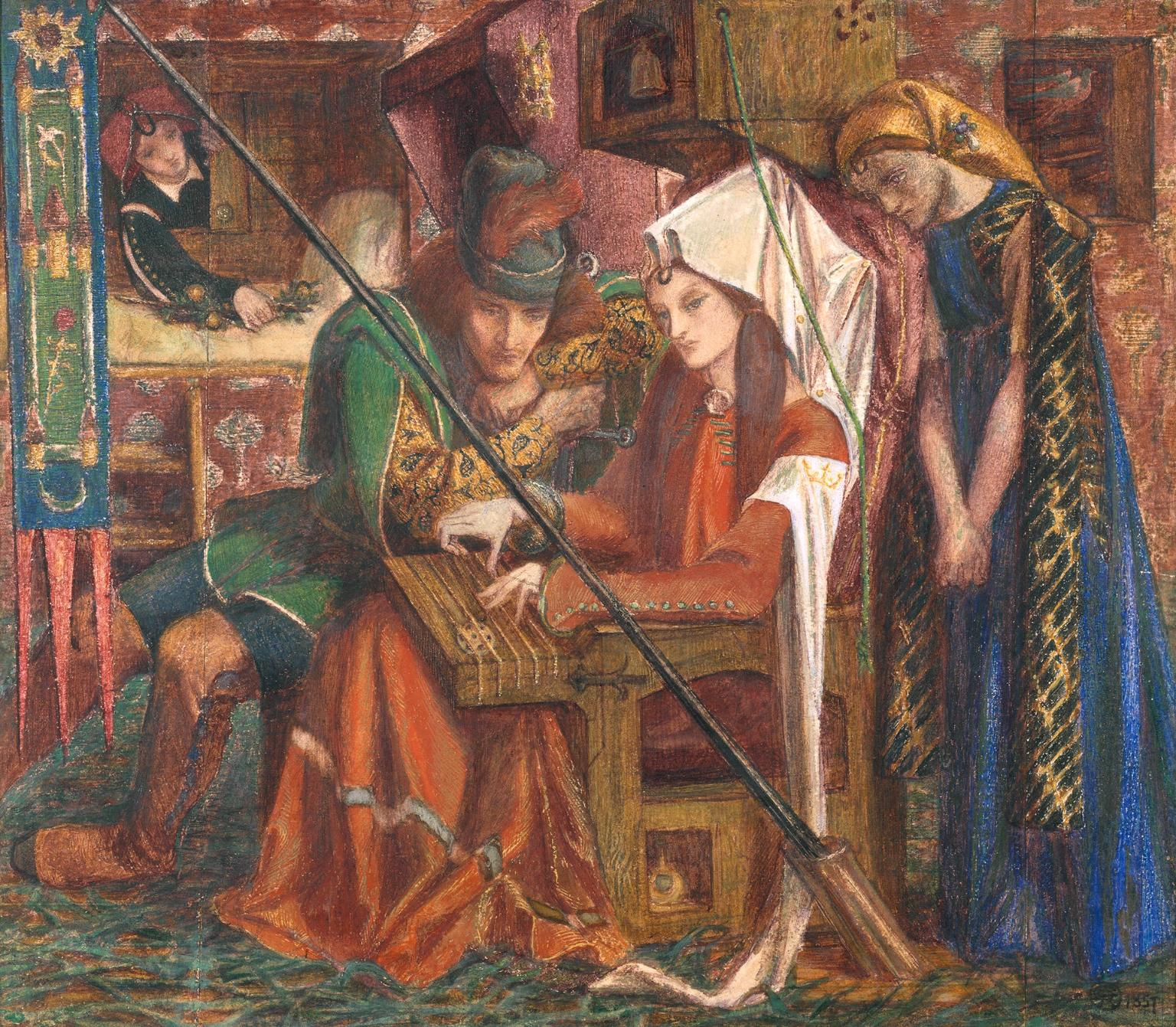
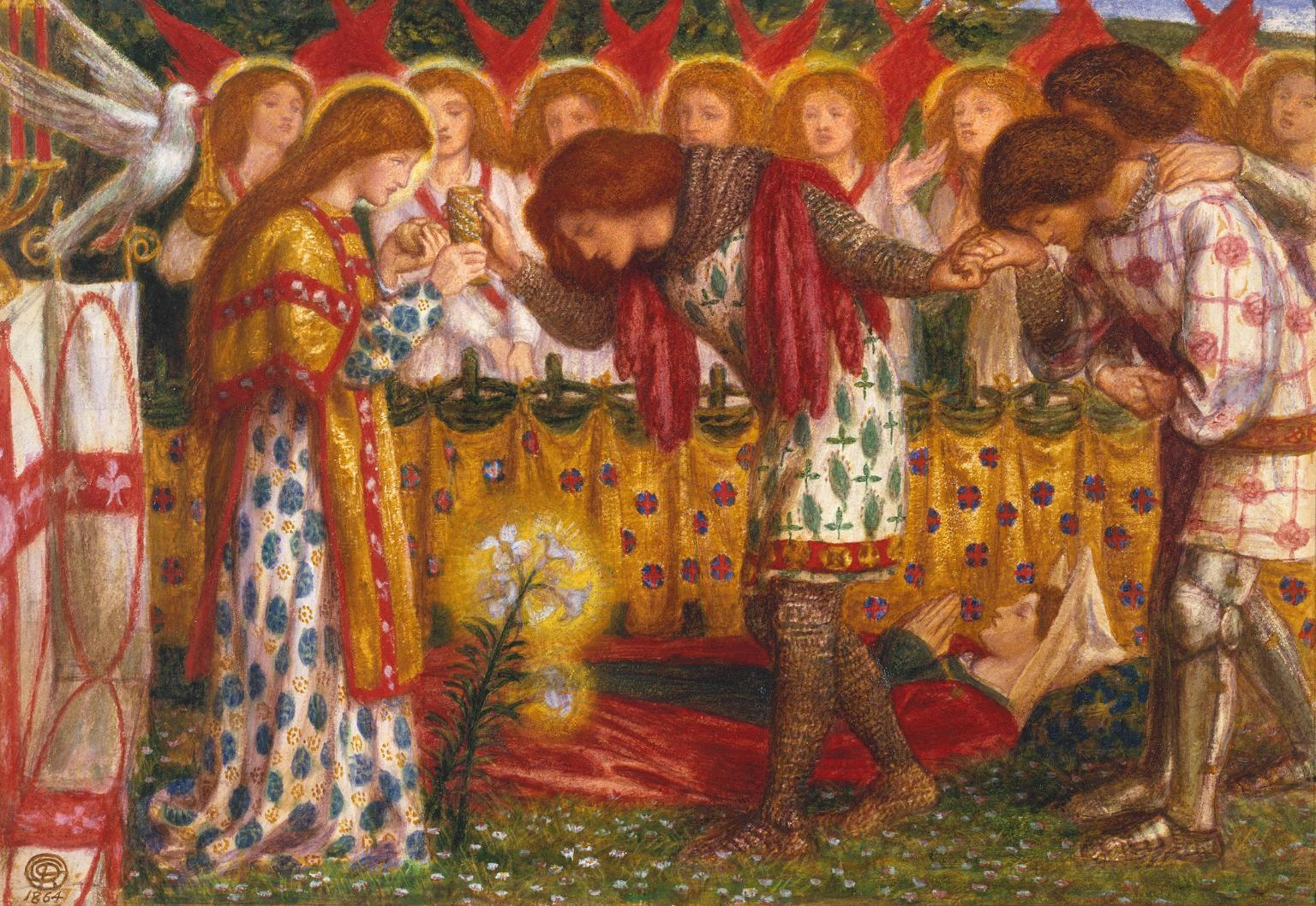
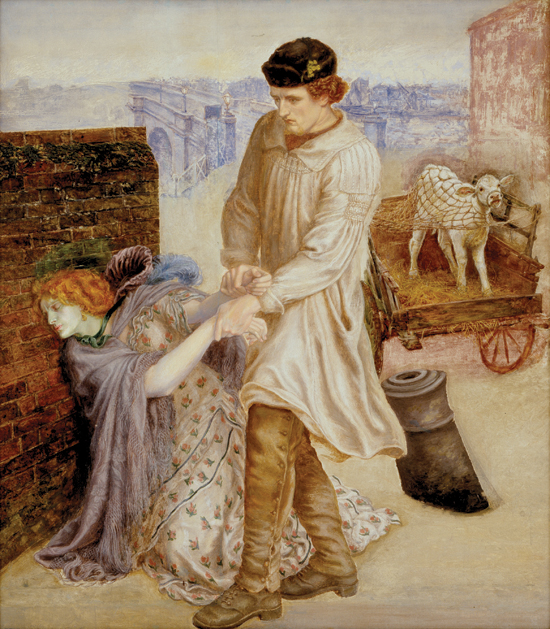
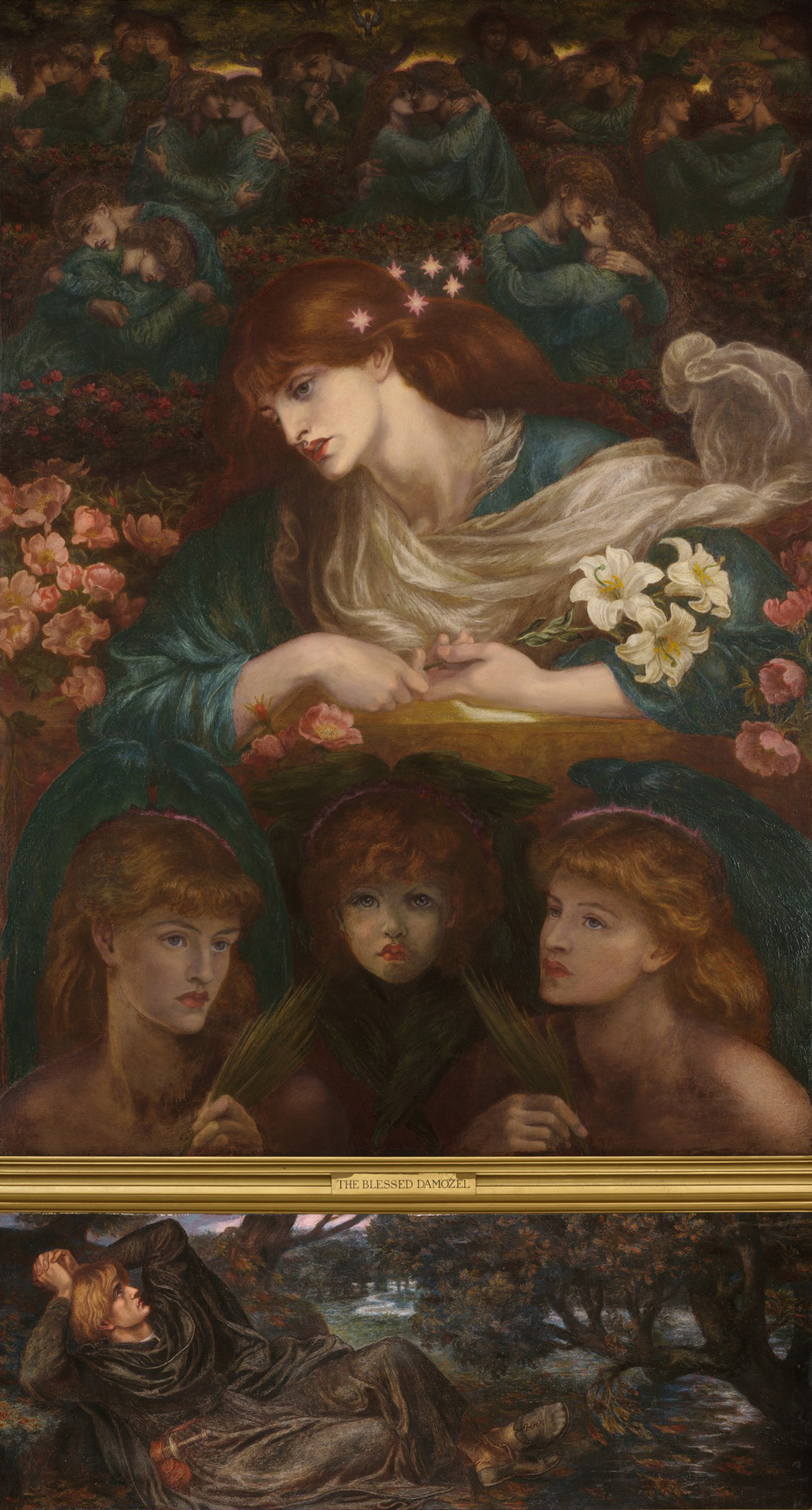
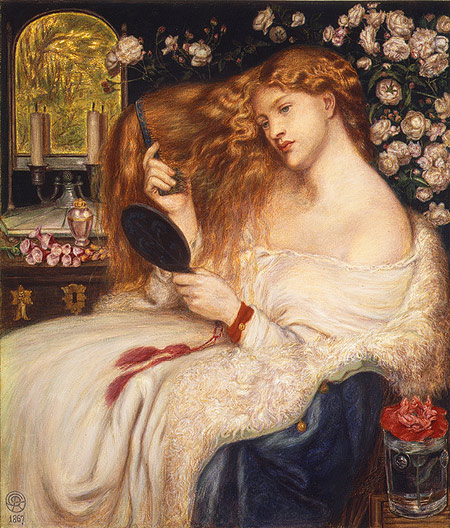
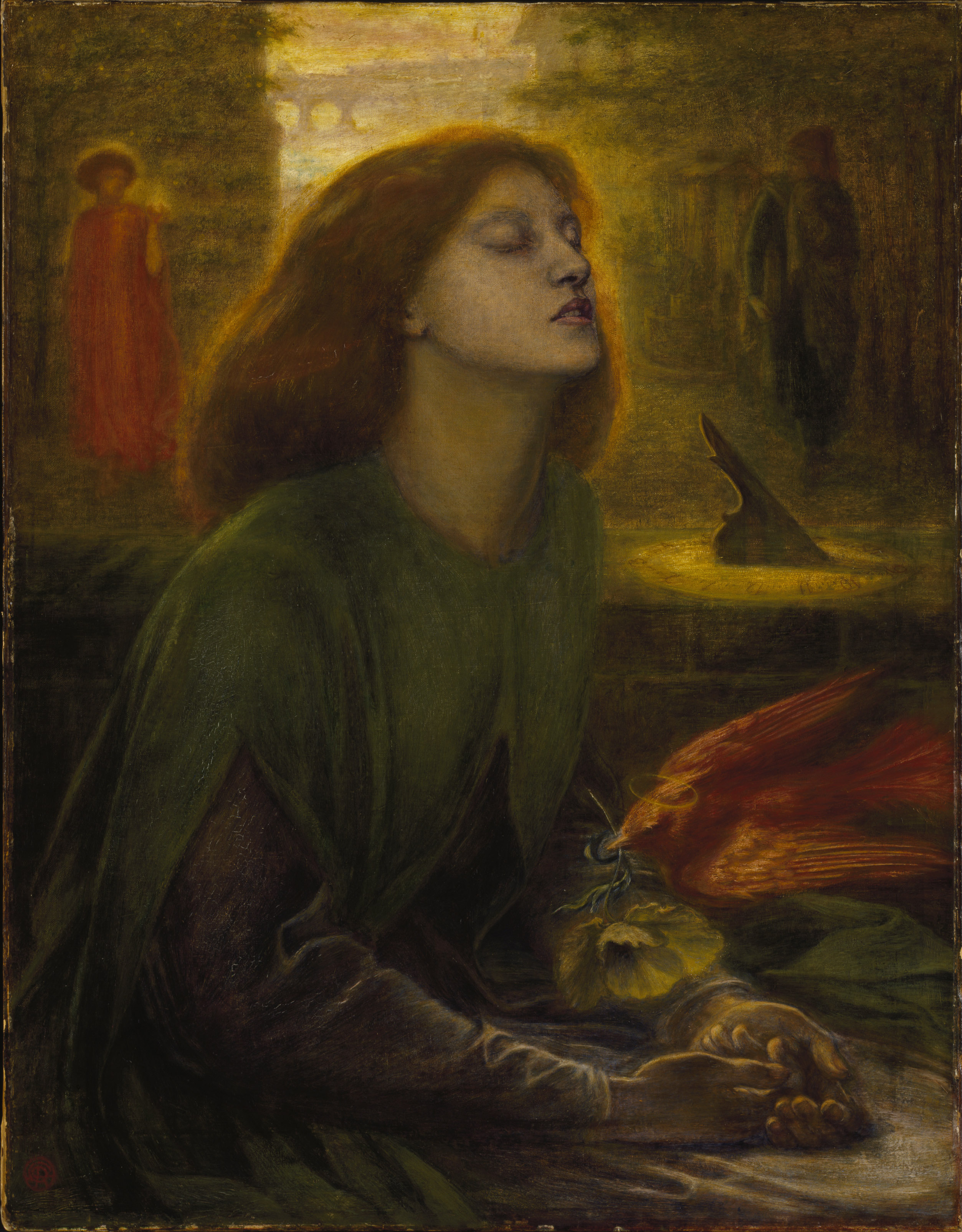
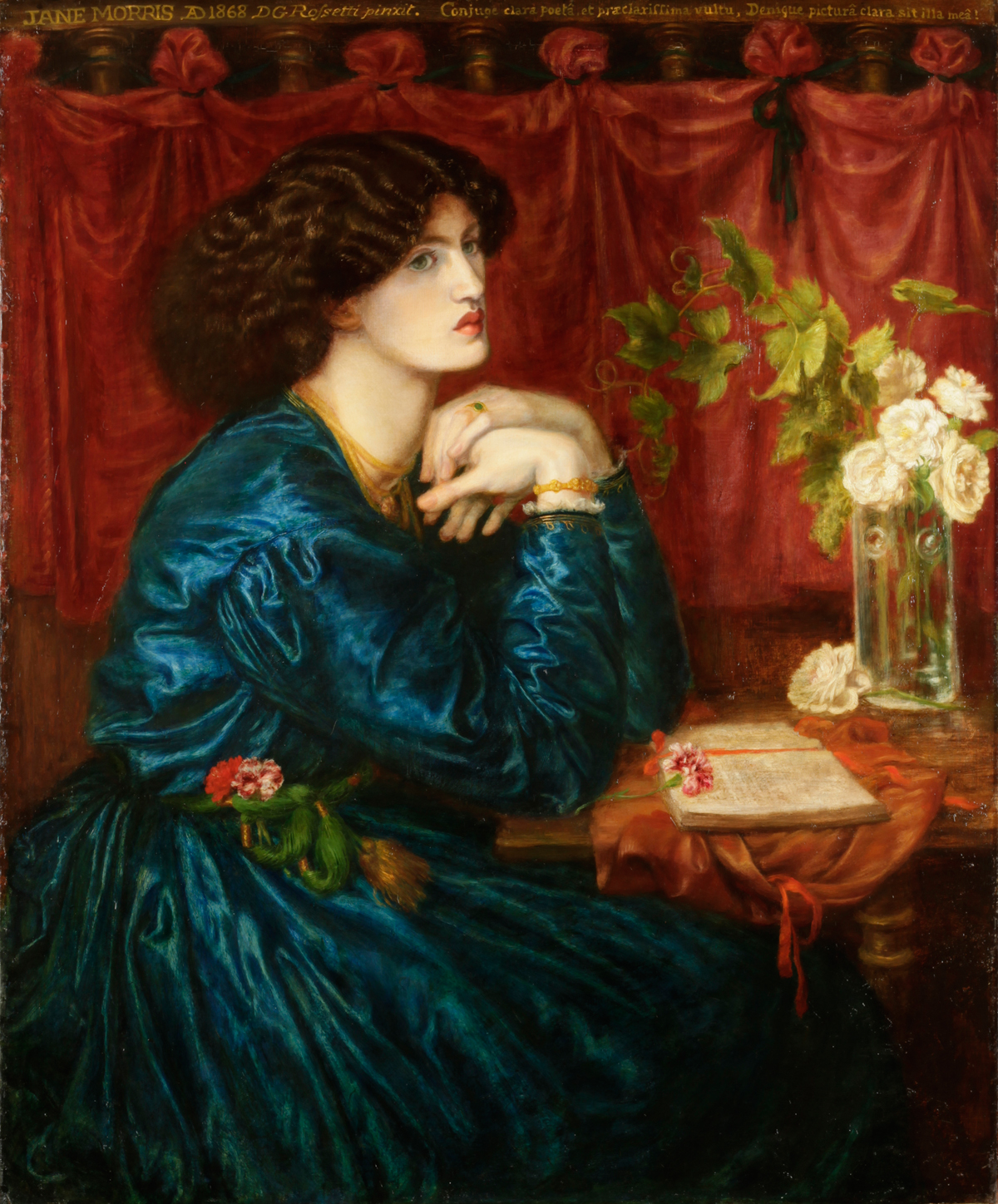
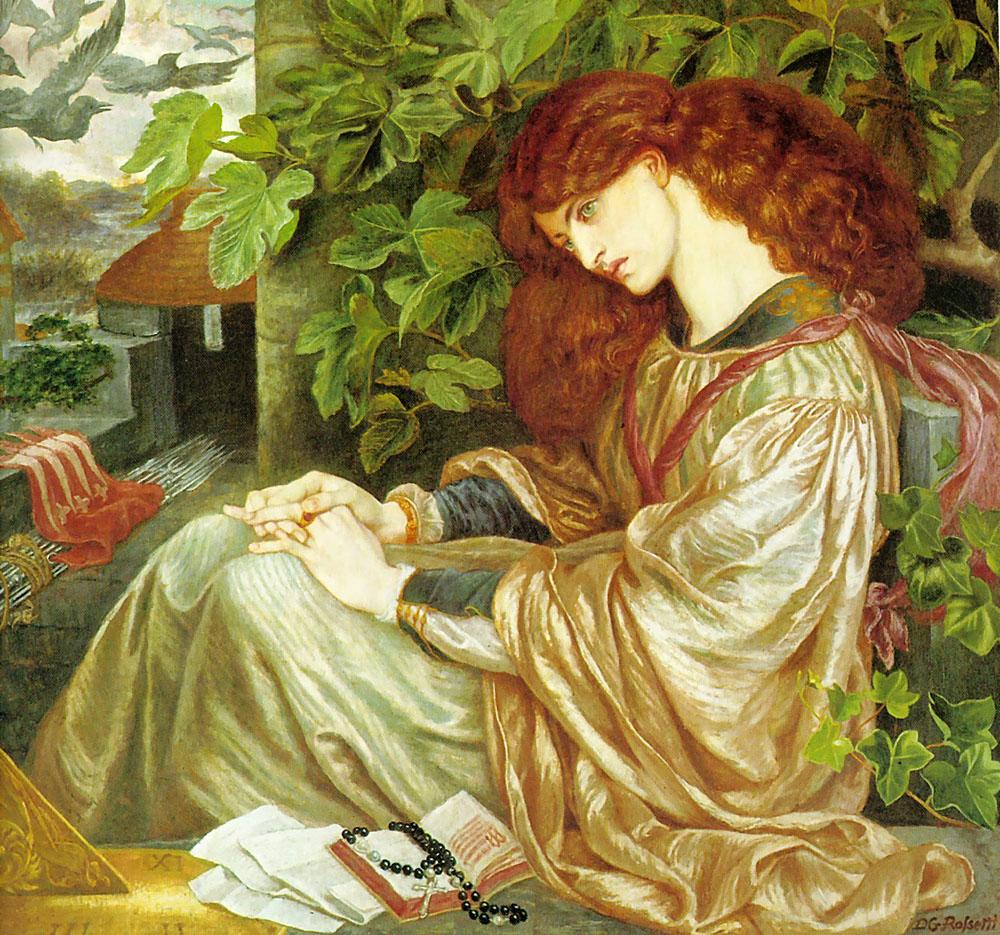
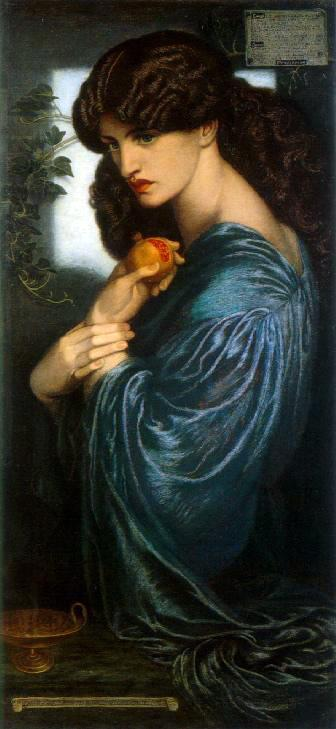
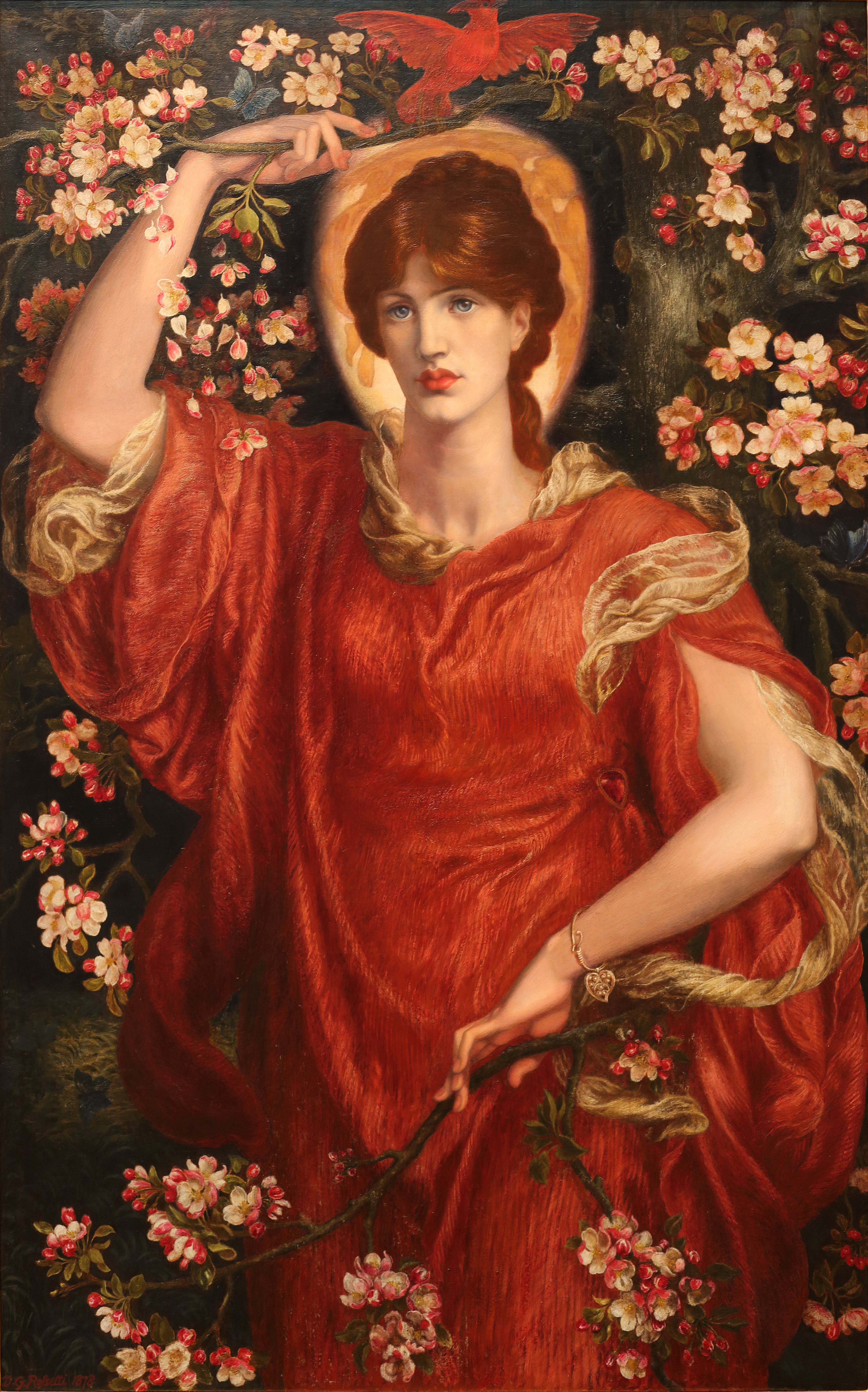